# Cyana
Cyana ist ein von Jacques-Yves Cousteau für das französische „Centre national pour l’exploitation des océans“ (CNEXO, mittlerweile Ifremer) entworfenes Klein-U-Boot von 9 Tonnen Gewicht, das drei Passagiere auf eine Tauchtiefe von 3000 Metern befördern kann. Gebaut 1969, war die Cyana von 2003 an nicht mehr im Dienst und steht seit 2004 dem Wissenschafts- und Freizeitpark Cité de la Mer bei Cherbourg-Octeville zur Verfügung.

## Ein neues Konzept
Mit der ursprünglichen Bezeichnung SP 3000 folgte die Cyana (1973 so getauft von der CNEXO nach der griechischen Sagen-Jungfrau Kyane) auf die SP 350 und SP 500, wobei „SP“ für „soucoupe plongeante“ (tauchende Untertasse) stand, was treffend den Unterschied zu den Mitte des 20. Jahrhunderts konstruierten, recht plumpen Bathyscaphen ausdrückte. Anders als ein Bathyscaph konnte die Cyana an Deck sogar eines eher kleinen Schiffes gehievt werden. Gemein war mit jenen hingegen das Prinzip einer an einem Schwimmkörper hängenden kugelrunden Stahlkapsel, doch wurde deren Wandstärke (80 mm) und damit das Gewicht geringer, unter einer Polyester-Außenhaut sorgte synthetischer Schaum für den nötigen Auftrieb. Vorausgegangen war ein Ausschluss der pazifischen Tiefseegräben als Einsatzgebiet, das stattdessen aus Meeren mittlerer Tiefe – vorzugsweise die Kontinentalschelfs und -abhänge – bestehen sollte. Getestet wurde das Tauchboot in einem Versuchsbehälter, wo die Außenhülle einem Druck von 380 Atmosphären (entspricht 3800 Metern Meerestiefe) standhielt.

## Vorgehensweise beim Einsatz
Das Tauchen kam zu Wege durch mitgeführten Ballast (Eisenschrot), der zum Auftauchen abgelassen wurde. Kurz vor dem Tauchgang hielten abtrennbare Ballons das U-Boot über Wasser. Bedingt durch die leicht ellipsoide Form und eine mittels einer Quecksilberpumpe gesteuerten Trimmung, sank die Cyana nicht senkrecht, sondern auf einer Schraubenkurve. Die maximale Sinkgeschwindigkeit von 40 Metern pro Minute verlangte beim Herannahen steinigen Meeresbodens ein rechtzeitiges Abbremsen – der hochtemperierte Stahl, aus dem die Tauchkugel besteht, neigt mitunter zum Sprödbruch. Die „Aquanauten“ trugen Asbestanzüge, denn vollgepackt wie die Kapsel mit Mess- und Steuerinstrumenten war, bestand die Gefahr eines Durchschmorens elektrischer Schaltkreise.

## Dramatische Anfangszeit
Hatte es in den 1960ern einen regelrechten Boom in der Herstellung von Klein-U-Booten gegeben, die überwiegend nur zu Ausflugsfahrten unter Wasser taugten, war mit der SP 3000 ein echtes Arbeitsgerät entstanden, dessen Erprobung ungeduldig von den Planern des FAMOUS-Projekts, ihres ersten Einsatzes, erwartet wurde. Viel Zeit für Tests blieb nicht: Zum Glück unbemannt war die SP 3000 1971 bei einem Versuchstauchgang im Tyrrhenischen Meer auf 3400 m gesunken und wurde erst vierzehn Tage später mit Hilfe der Archimède gehoben – die tiefste bis dahin jemals unternommene Berge-Aktion.
Im April 1972 kam es zu wenigen Trainingstauchfahrten im Mittelmeer, bevor im Juni 1974 die Cyana an Bord des Mutterschiffs Le Noroît über der mittelatlantischen Grabensenke eintraf. Zwei Meter Wellenhöhe war der Grenzwert für das Wassern des U-Boots, und genau derart widrige Bedingungen traf man an. Beim ersten Absetzversuch riss eine von mehreren Stabilisierungsleinen und die voll besetzte Cyana pendelte über dem Schiff wie die sprichwörtliche „lose Kanone an Deck“. Sie schlug dabei so heftig auf, dass weiteren Tauchgängen eine Röntgenuntersuchung des Boots vorausgehen musste.

## Späte Erfolge
1990 entdeckte die Cyana unweit der Rhonemündung ein gallisches Schiffswrack. Auf die Anfrage eines privaten Unternehmens hin konnte sie 1992 vor Oman das Wrack des 1944 versenkten Frachters John Barry orten, in dem Silberbarren vermutet wurden.